# Thorictus foveicollis
Thorictus foveicollis is een keversoort uit de familie spektorren (Dermestidae). De wetenschappelijke naam van de soort werd in 1880 gepubliceerd door Edmund Reitter.